# بره‌موم

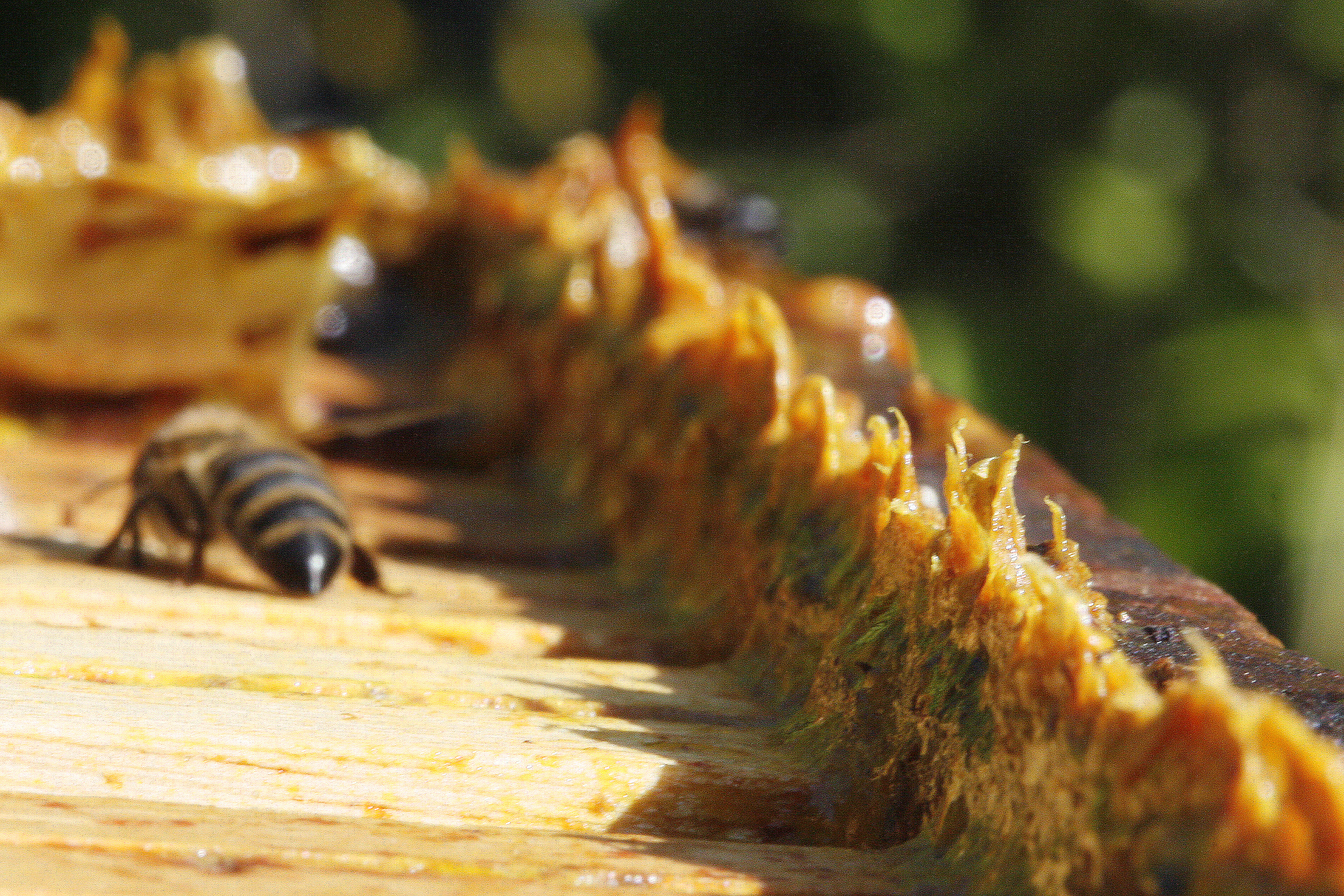
برّه موم روی کندو

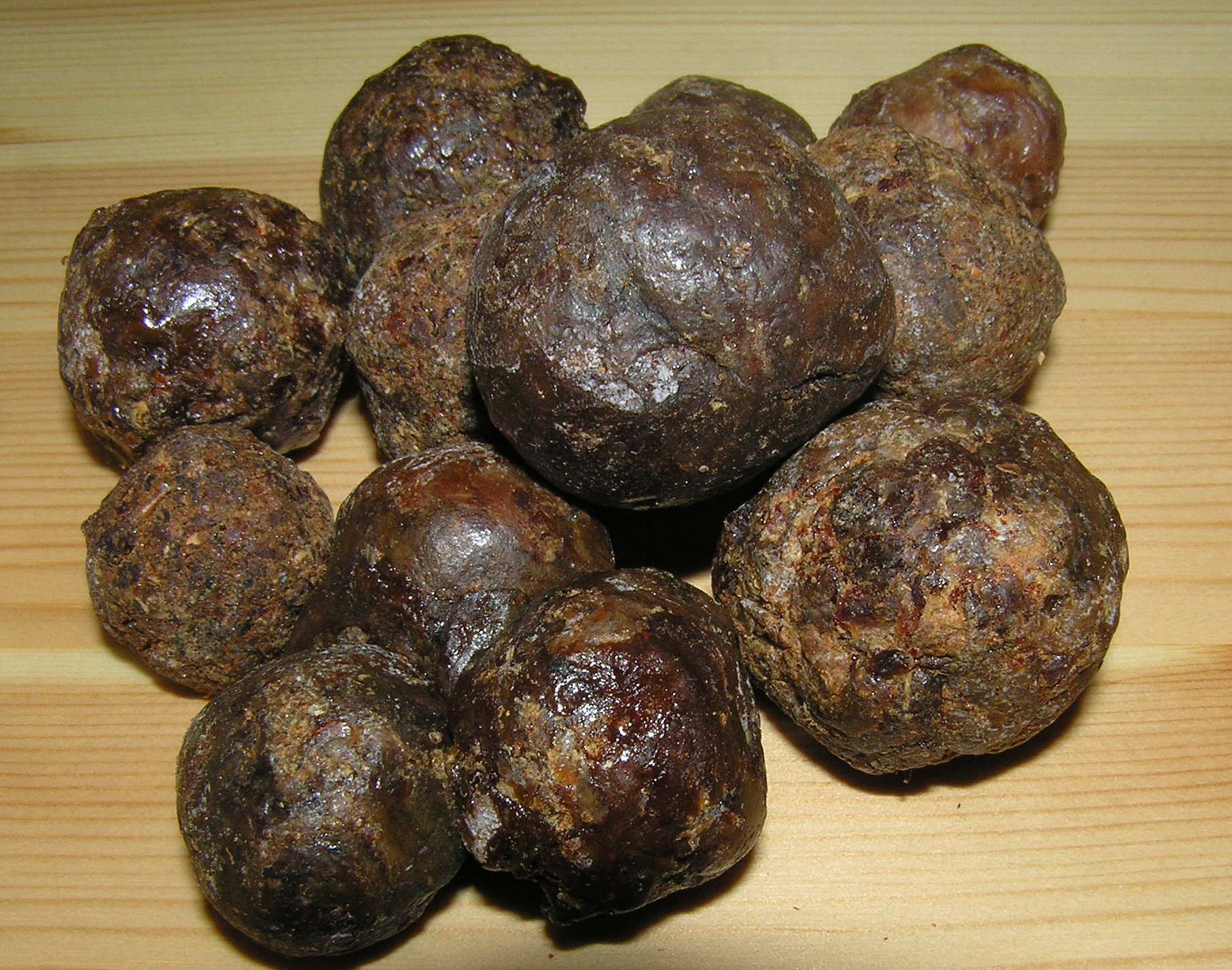
برّه موم

بِرّه موم چیزیست در خانهٔ زنبور عسل که آمیخته‌ای از موم با کمی انگبین است. قدمت استفاده از برّه موم دست‌کم به ۳۰۰ سال پیش از میلاد برمی‌گردد ، هنگامی که از خواص رزینی و چسب مانند آن بهره برده می‌شد. یونانیان برّه موم را برای آبسه به کار برده‌اند. بقراط برّه موم را برای بهبود زخم سفارش می‌کرد در حالی که دموکریتوس پیشنهاد می‌کرد که طول عمر و سلامتی را می‌توان با مصرف فرآورده‌های زنبور عسل، از جمله برّه موم، به دست آورد. آشوری‌ها از آن برای التیام زخم‌ها و تومورها استفاده می‌کردند در حالی که مصریان برّه موم را در ترکیبات مومیایی کردن قرار می دادند .
بِرّه‌موم ماده‌ای رزینی شبیه موم و از تولیدات زنبور عسل است. حالت آن خمیری شکل و چسبناک با بوی مطبوع است که رنگ آن از سبز تا قهوه‌ای تیره متغیر است. رنگ و عطر برّه موم در مناطق مختلف متفاوت بوده و خصوصیات آن بستگی به نوع گیاهان موجود در هر منطقه دارد. برّه موم، در هوای سرد، ترد و شکننده و در هوای گرم، نرم و چسبناک می‌شود.
بِرّه موم به واسطهٔ خواص میکروب کشی آن در کشورهای مختلف نیز کاربرد وسیعی در بهداشت و درمان برخی از بیماری‎ها داشته و امروزه به اشکال مختلف از جمله صابون، کپسول، پماد و خمیردندان در بسیاری از کشورها به کار می‌رود.
در انگلیسی به بِرّه موم چسب زنبور هم می‌گویند.

## مشخصات شیمیایی و فیزیکی
نقطه ذوب بره موم ۸۳ درجه سانتیگراد و نقطه ذوب موم خالص زنبور عسل ۶۳ درجه سانتی‌گراد است. بنابراین با کمک حرارت می‌توان آن دو را از یکدیگر تفکیک نمود. موم از نظر استحکام هفت برابر سخت تر از بره موم است.
بره موم در الکل اتیلیک، استون و بنزن حل می‌شود و الکل می‌تواند مواد قابل حل آن جدا نماید.
بره موم حاوی حدود ۵۰ درصد صمغ یا رزین گیاهان، ۳۰ درصد موم، ۱۰ درصد اسیدهای چرب ضروری، ۵ درصد گرده گل و ۵ درصد دیگر آن از ترکیبات آلی از جمله فلاونوئیدها ، ویتامینها و عناصر معدنی مانند نقره، سدیم، جیوه، مس، منگنز، آهن، کلسیم، وانادیم و سیلیس است. مقدار و نوع ترکیبات بره موم بسته به مکان، زمان جمع‌آوری و روش تولید آن متفاوت است.

## روش تولید به‌وسیله زنبور
زنبور ابتدا تکه‌های رزین یا صمغ تراوش شده از جوانه یا تنه برخی درختان را به وسیله پاهای عقب و قطعات دهانی جدا می‌کند و سپس آن‌ها را به کمک بزاق دهان نمناک و شکل حبه مانند به آن می‌دهد و در نهایت به وسیله آروارهها و به کمک پاها حبه‌ها را در داخل سبد گرده در پاهای عقبی قرار داده و به کندو حمل می‌نماید.
در نواحی معتدل نیمکره شمالی، زنبورها بره موم را تنها در طول تابستان  جمع‌آوری می‌کنند که شامل اواخر بهار و اوایل پاییز نیز می‌شود، در حالی که در برزیل، ممکن است بره موم در سراسر طول سال جمع‌آوری شود، بنابراین انتظار اختلافات فصلی وجود دارد. این ویژگی، یک کاربرد عملی نیز دارد: بره موم می‌تواند در طی فصل‌ها، حاوی غلظت‌های مختلفی از ترکیبات فعال بیولوژیکی باشد. بنابراین، بره موم تولید شده به وسیله زنبورهای آفریقایی (Apis mellifera L) و زنبورهای ایتالیایی (Apis mellifera ligustica) در تمام طول سال، به منظور تحلیل محتویات آن‌ها و مقایسه فعالیت‌های آن‌ها در آزمایش‌های بیولوژیکی مختلف، مورد بررسی قرار گرفت. اطلاعات به دست آمده نشان دادند که اختلافات فصلی در ترکیب آن، قابل توجه نبوده و عمدتاً کیفی بودند، که نشان می‌دهد که زنبورها آن را از گروه گیاهی یکسان و در یک ناحیه جغرافیایی خاص جمع‌آوری کرده‌اند، زیرا زنبورها اساساً از منابع گیاهی یکسان استفاده می‌کنند. همچنین هیچ تفاوتی بین زنبورهای آفریقایی و ایتالیایی مشاهده نشد، زیرا ترکیبات بره موم تولید شده توسط این زنبورها، از لحاظ کیفی، مشابه یکدیگر بوده است.

## مصارف بره موم در کندو
بره موم به عنوان ماده ضدعفونی کننده و عاملی مؤثر در پیشگیری از ورود و شیوع بیماری‌ها در کندو به‌شمار می‌آید.
بره موم در محل ورود زنبوران به داخل کندو قرار دارد و به دلیل این که زنبورها پیش از ورود به کندو از روی آن عبور خواهند کرد، احتمالاً می‌تواند نقش ضدعفونی‌کننده دست و پای زنبوران را در بدو ورود به کندو ایفا نمایند. همچنین پر کردن شکاف‌ها، تنگ کردن سوراخ‌های تهویه، تنگ کردن دریچه پرواز در زمستان، ترمیم شکستگی‌ها، جلا دادن و ضدعفونی کردن جدار داخلی کندو و قاب‌ها، محکم کردن محل اتصال قاب‌های عسل به کندو و به یکدیگر از دیگر کاربردهای بره موم است.

## خواص پزشکی بره موم
این ماده خارق العاده خواصی شامل اثر : ضد تومور و ضد سرطان،ضد باکتریایی، ضد قارچ|قارچی، ضد انگلی، آنتی اکسیدانی، ضد التهابی، ضد پوسیدگی دندان دارد، همچنین به عنوان تقویت‌کننده سیستم ایمنی بدن، بهبود دهنده اختلالات دهان و لثه، بی‌حس کننده موضعی، کاهش دهنده فشار خون کاربرد دارد.
با توجه به خواص ضد قارچی مناسب عصاره الکلی بره موم، میتوان نتیجه گیری نمود که این ماده طبیعی قادر است استفاده های زیادی در صنایع دارویی، آرایشی، بهداشتی و غذایی داشته باشد. اما جهت کسب نتیجه بهتر نیاز به انجام مطالعات آزمایشگاهی و میدانی بیشتری وجود دارد.

## خواص بیولوژیکی بره موم
گروهی از محققان روشی برای اضافه کردن عصاره‌های اتانولی بره موم به محلول‌های آبی ارائه کردند و نشان دادند که آن، به عنوان آنتی‌اکسیدان و محافظ امواج رادیویی عمل می‌کند، احیای بافت را تحریک نموده و خصوصیات تنظیم سیستم ایمنی را از خود نشان می‌دهد. مقالات دیگر، دستاوردهای محققان در به کارگیری بره موم برای درمان سوختگی‌ها، زخم‌های وریدی، التهاب چرکی استخوان و ورم مفاصل، همچنین عوارض جراحتی پس از عمل جراحی را توضیح داده‌اند.
بره موم در مدل‌های آزمایشی مختلف، اثرات حفاظتی از خود به جای گذاشته است. این ماده از بافت کلیوی در مقابل مسمومیت، رادیکال‌های آزاد و سایر اثرات جانبی ناشی از دیاتریزوات محافظت کرد. بره موم سبز تایوانی، از کبد در مقابل بیماری‌زایی فیبروز (تصلب بافت‌ها) محافظت می‌کند. عصاره آن، از بیضه در مقابل مسمومیت ناشی از دوکسوروبیسین محافظت می‌کند، بدون اینکه قدرت ضدسرطانی آن را کاهش دهد. اگرچه، موارد کمی از آلرژی نسبت به بره موم و التهاب تماسی پوست گزارش شده‌اند، اما زنبورداران معمولاً حساسیت نسبت به آن را گزارش می‌دهند.

## کارکردهای دیگر

### کاربرد در ابزارهای موسیقی
بره موم به وسیله برخی تولید کنندگان سیم ابزارهای موسیقی (مانند ویولن، ویولا، سلو و باس) به عنوان واکس و ماده جلا دهنده استفاده می‌شود. همچنین مقدار کمی از بره موم برای آب بندی خرک‌های خانواده ویولن استفاده شود. 

## روش های استخراج بره موم
استخراج بره موم به طور کلی با خیساندن در یک حلال مناسب و سپس تبخیر حلال در دمای پایین به روش های از جمله زیر امکان پذیر است:
استخراج با حلال اتانول (ساده ترین روش)، استخراج با حلال گلیکول (پروپیلن گلیکول)، استخراج با آب و استخراج با روغن